# Ludwig Fischer
Ludwig Fischer (16. dubna 1905 Kaiserslautern – 8. března 1947 Varšava) byl nacistický činovník a generál paramilitární jednotky Sturmabteilung (SA). Během druhé světové války spravoval Varšavský distrikt spadající pod Generální gouvernement.

## Životopis
Do Národně socialistické německé dělnické strany (NSDAP) vstoupil Fischer roku 1926. Členem SA se následně stal o tři roky později (1929). Po německém napadení Polska v září 1939 vznikl po měsíci od invaze Generální gouvernement a do čela jeho distriktu, zahrnujícího oblast původního polského hlavního města Varšavy, byl Fischer ustaven. V této funkci například během prosince 1940 nařídil usmrtit jakéhokoliv Žida, jenž by ilegálně opustil Varšavské ghetto.
Ke konci války, v lednu 1945, uprchl z Varšavy, ale počátkem května téhož roku jej zatkli američtí vojáci a roku 1946 ho předali do Polska, aby tam byl souzen. V březnu 1947 vynesl tamní nejvyšší soud (Najwyższy Trybunał Narodowy) rozsudek, podle něhož byl Fischer odsouzen za své válečné zločiny k trestu smrti, jenž byl vykonán oběšením.